# Château de Clavières (Saint-Agrève)
 (juin 2025).
Motif : WP:CAA- Où sont les sources centrées sur la durée ? dans la presse nationale ou internationale ?
- Archive Wikiwix
- Bing
- Cairn
- DuckDuckGo
- E. Universalis
- Gallica
- Google
- G. Books
- G. News
- G. Scholar
- Persée
- Qwant
- (zh) Baidu
- (ru) Yandex
- (wd) trouver des œuvres sur Wikidata

| 1. | Préciser le motif de la pose du bandeau. | Précisez le motif de la pose du bandeau en utilisant la syntaxe suivante : {{admissibilité à vérifier\|date=juin 2025\|motif=remplacez ce texte par le motif}}                                           |
| 2. | Informer les utilisateurs concernés.     | Pensez à avertir le créateur de l'article, par exemple, en insérant le code ci-dessous sur sa page de discussion : {{subst:avertissement admissibilité à vérifier\|Château de Clavières (Saint-Agrève)}} |

Le château de Clavière se situe sur la commune de Saint-Agrève dans le département de l'Ardèche. Il a été construit par une famille aristocrate.

## Situation
Le château de Clavière se situe au col de Clavière (1088 m), point de passage des circuits de l'Ardéchoise (course cycliste très populaire de 15 000 participants en 2018).